# Yousef Abu-Taleb
 (août 2024).
La mise en forme du texte ne suit pas les recommandations de Wikipédia : il faut le « wikifier ».
Les points d'amélioration suivants sont les cas les plus fréquents. Le détail des points à revoir est peut-être précisé sur la page de discussion.
- Les titres sont pré-formatés par le logiciel. Ils ne sont ni en capitales, ni en gras.
- Le texte ne doit pas être écrit en capitales (les noms de famille non plus), ni en gras, ni en italique, ni en « petit »…
- Le gras n'est utilisé que pour surligner le titre de l'article dans l'introduction, une seule fois.
- L'italique est rarement utilisé : mots en langue étrangère, titres d'œuvres, noms de bateaux, etc.
- Les citations ne sont pas en italique mais en corps de texte normal. Elles sont entourées par des guillemets français : « et ».
- Les listes à puces sont à éviter, des paragraphes rédigés étant largement préférés. Les tableaux sont à réserver à la présentation de données structurées (résultats, etc.).
- Les appels de note de bas de page (petits chiffres en exposant, introduits par l'outil «  Source ») sont à placer entre la fin de phrase et le point final[comme ça].
- Les liens internes (vers d'autres articles de Wikipédia) sont à choisir avec parcimonie. Créez des liens vers des articles approfondissant le sujet. Les termes génériques sans rapport avec le sujet sont à éviter, ainsi que les répétitions de liens vers un même terme.
- Les liens externes sont à placer uniquement dans une section « Liens externes », à la fin de l'article. Ces liens sont à choisir avec parcimonie suivant les règles définies. Si un lien sert de source à l'article, son insertion dans le texte est à faire par les notes de bas de page.
- La présentation des références doit suivre les conventions bibliographiques. Il est recommandé d'utiliser les modèles {{Ouvrage}}, {{Chapitre}}, {{Article}}, {{Lien web}} et/ou {{Bibliographie}}. Le mode d'édition visuel peut mettre en forme automatiquement les références.
- Insérer une infobox (cadre d'informations à droite) n'est pas obligatoire pour parachever la mise en page.

Pour une aide détaillée, merci de consulter Aide:Wikification.
Si vous pensez que ces points ont été résolus, vous pouvez retirer ce bandeau et améliorer la mise en forme d'un autre article.
Yousef Abu-Taleb, né le 31 juillet 1980 à Arlington, est un acteur américain. Il est connu pour avoir joué le rôle de Daniel Barlow dans la web-série lonelygirl15, avec Jessica Lee Rose. Après la fin de la série, il poursuit sa carrière dans l'écriture, la production et surtout le stand-up.

## Biographie

### Situation personnelle et débuts
D'origine arabe, anglaise et américaine, Yousef Abu-Taleb grandit en Virginie, où il étudie au Blue Ridge Community College à Weyers Cave, avant de déménager début 2005 à Los Angeles, en Californie, dans l'objectif de devenir acteur de cinéma, sans avoir reçu de formation d'interprétation dramatique.
Yousef Abu-Taleb devient membre de la Screen Actors Guild en 2006 et joue ensuite des rôles dans la web-série Bite Me de Lionsgate et dans la série télévisée Ray Donovan, diffusée sur Showtime.

### Participation àLonelygirl15

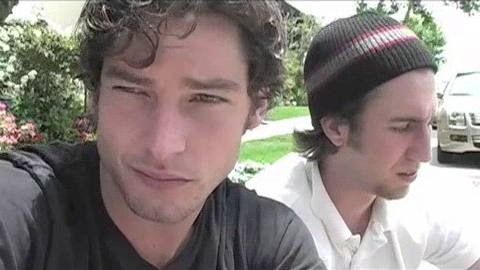
Un épisode de lonelygirl15 montrant Jackson Davis dans le rôle de Jonas (à gauche) et Yousef Abu-Taleb dans le rôle de Daniel (à droite).

En 2006, alors qu'il cherche un projet dans lequel jouer, Yousef Abu-Taleb trouve une publication sur Craigslist pour un film indépendant nommé Children of Anchor Cove, qui s'avère être le projet lonelygirl15. Bien qu'il soit plus âgé que le personnage de Daniel Barlow, qui avait initialement été pensé pour avoir entre 15 et 16 ans, il remporte le rôle et le personnage est réécrit comme ayant 18 ans.
Pendant le tournage, pour que son identité ne soit pas révélée, Yousef Abu-Taleb doit rester discret, restant chez lui la majorité du temps et portant des lunettes de soleil dès qu'il sort. Après la révélation de la scénarisation de la série par les créateurs et l'équipe, il est ouvertement interviewé par MTV  et CNN. Il apparaît également avec Jessica Lee Rose sur Tom Green Live.
lonelygirl15 gagne dans la catégorie « le plus gros téléchargement » aux VH1 Big in '06 Awards. Yousef Abu-Taleb travaille également aux côtés de Carmen Electra dans le rôle de Daniel pour les vidéos promotionnelles d'Epic Movie, un film qui parodie un certain nombre d'autres films épiques tels que Da Vinci Code, Le Monde de Narnia : Le Lion, la Sorcière blanche et l'Armoire magique et Des serpents dans l'avion.
Après la fin de Lonelygirl15 en août 2008, série dans laquelle son personnage apparaît dans plus de 300 épisodes, faisant de lui le plus présent à l'écran, Yousef Abu-Taleb collabore avec le scénariste-réalisateur de lonelygirl15, Glenn Rubenstein, pour co-écrire l'épisode « Miss Me ? » et avec le créateur Miles Beckett pour filmer l'épisode « Following The Helper ». Il fait également une apparition surprise dans le dernier épisode de la série suite de lonelygirl15, LG15: The Resistance, « 12 Videos 12 Hours ». En 2017, Yousef Abu-Taleb aide à l'écriture, à la réalisation et à la production, et joue dans des épisodes spéciaux pour que le public puisse voir ce que les personnages sont devenus au fil des ans.

### Carrière post-YouTube
Après avoir quitté la série, Yousef Abu-Taleb se lance dans l'écriture et la production. Son film le plus récent, West of Hell, sorti en 2019 et son show d'une heure "Washed Up Youtube Star" en 2023 dépeint sa vie pendant et après sa renommée sur YouTube. Il travaille actuellement sur le prochain film de Neil LaBute, Out of the Blue.